# Mottier
Mottier – miejscowość i gmina we Francji, w regionie Owernia-Rodan-Alpy, w departamencie Isère.
Według danych na rok 1990 gminę zamieszkiwało 468 osób, a gęstość zaludnienia wynosiła 44 osoby/km² (wśród 2880 gmin regionu Rodan-Alpy Mottier plasuje się na 1173. miejscu pod względem liczby ludności, natomiast pod względem powierzchni na miejscu 1072.).